# Vuelen, vuelen
Vuelen, vuelen es un juego de prendas que se desarrolla de la siguiente manera.
La reunión o tertulia de varias personas se sienta formando círculo alrededor del que lleva el juego, que se llama director. Este pone las manos sobre sus rodillas y los demás hacen lo mismo. Cuando el director dice vuelen, vuelen las palomas o cualquiera otra clase de animal volátil y levanta los brazos en ademan de volar, todos los jugadores deben imitarle. Pero cuando aquel nombra un cuadrúpedo o cualquier otro animal incapaz de volar, deben de guardarse de hacerlo porque entonces pagarán una prenda. El director, para hacer caer en falta a los demás, puede levantar los brazos para todos los animales que nombre, sean o no volátiles o permanecer inmóvil si le acomoda. Por consiguiente, los jugadores no deben atender a su acción sino a lo que diga.
Una persona de viveza e ingenio puede animar mucho este juego nombrando rápida y alternativamente un ave, un pescado, un reptil, etc.; mezclando con ellos los objetos que no vuelan sino accidental o figuradamente, como una hoja, una paja, el viento, una flecha, una palabra, el pensamiento, etc. Entonces hay dudas: unos levantan los brazos, otros permanecen quietos; todos quieren tener razón, se debate, se ríe y se paga prenda si procede.
Para evitar cuestiones sobre si levantaron o no los brazos, debe advertirse que han de alzarlos de manera que las manos lleguen por lo menos a la altura del pecho, pues muchos se contentan con un movimiento tan pequeño, que se duda si los levantan o no.